# NFDI4DataScience
NFDI4DataScience (auch NFDI4DS), kurz für NFDI for Data Science and Artificial Intelligence, ist ein Konsortium mit Sitz in Berlin in der Nationalen Forschungsdateninfrastruktur (NFDI), das an der Schnittstelle von Informatik, Mathematik und Anwendungsdomänen agiert.

## Ziele
Das übergeordnete Ziel von NFDI4DataScience ist die Konzeption, Umsetzung und Etablierung einer nationalen Forschungsdateninfrastruktur für Datenwissenschaften und Künstliche Intelligenz. Die Kernidee ist, die Transparenz, Reproduzierbarkeit und Fairness von Projekten zu erhöhen, indem alle digitalen Artefakte, wie Publikationen, Daten, Software und Modelle, verfügbar gemacht und miteinander verknüpft werden. Darauf aufbauen sollen innovative Tools und Services angeboten werden.

## Aufgabenbereiche und Services
NFDI4DataScience besteht aus sechs Aufgabenbereichen.
- Task Area 1: Community & Training
- Task Area 2: Research Knowledge Graphs
- Task Area 3: Infrastructure & Services
- Task Area 4: Transfer & Application
- Task Area 5: Interoperability & Cooperation
- Task Area 6: Management

## Geschichte
Am 15. August 2020 reichte die Fraunhofer-Gesellschaft (Fraunhofer FOKUS) als antragstellende Institution die verbindliche Voranmeldung (Letter of Intent) für den Antrag bei der DFG-Geschäftsstelle ein. Am 2. Juli 2021 wurde NFDI4DataScience durch einen Förderentscheid der Gemeinsamen Wissenschaftskonferenz (GWK) zusammen mit acht weiteren Konsortien in der zweiten Antragsrunde bewilligt.
Mitantragsteller sind neben der Fraunhofer-Gesellschaft, das Deutsche
 Forschungszentrum für Künstliche Intelligenz, das FIZ Karlsruhe – Leibniz-Institut für Informationsinfrastruktur, das GESIS – Leibniz-Institut für Sozialwissenschaften, die Gottfried Wilhelm Leibniz Universität Hannover, das Leibniz-Zentrum für Informatik, die RWTH Aachen, die Technische Informationsbibliothek, die Technische Universität Berlin, die Technische Universität Dresden, die Universität Hamburg, die Universität Leipzig, die Universität zu Köln die ZB MED – Informationszentrum Lebenswissenschaften, sowie die ZBW – Leibniz-Informationszentrum Wirtschaft. Als weitere Beteiligte sind die Universität Bremen, das Fritz-Haber-Institut der Max-Planck-Gesellschaft, sowie der Wikimedia Deutschland e. V. involviert.